# Šéf (film, 2014)
Šéf (v anglickém originále Chef) je americká filmová komedie z roku 2014. Režisérem filmu je Jon Favreau. Hlavní role ve filmu ztvárnili Jon Favreau, Sofia Vergara, John Leguizamo, Scarlett Johansson a Oliver Platt.

## Obsazení
| Jon Favreau        | Carl Casper   |
| Sofia Vergara      | Inez          |
| John Leguizamo     | Martin        |
| Scarlett Johansson | Molly         |
| Oliver Platt       | Ramsey Michel |
| Bobby Cannavale    | Tony          |
| Dustin Hoffman     | Riva          |
| Robert Downey, Jr. | Marvin        |